# Metaemene karenkonis
Metaemene karenkonis là một loài bướm đêm trong họ Erebidae.